# Benishangul-Gumuz
Benishangul-Gumuz (auch Benshangul-Gumuz, Beni Schangul-Gumuz; amharisch ቤንሻንጉል-ጉምዝ Benəšangul Guməz, auch ቤንሻንጉል-ጉሙዝ Benəšangul Gumuz) ist eine der Verwaltungsregionen von Äthiopien. Sie liegt im Westen des Landes, an der Grenze zum Sudan und dem Südsudan. Ihre Hauptstadt ist Asosa.
Die Region wurde nach 1991 aus Teilen der früheren Provinzen Wollega und Goddscham gebildet. Beni Schangul oder Bela Schangul war der Name eines Sultanats unter Führung der Berta, das Ende des 19. Jahrhunderts in Äthiopien eingegliedert wurde; Gumuz ist der Name der zweitgrößten einheimischen Volksgruppe.

## Geographie
Der Blaue Nil (Abbai) durchquert die Region von Osten nach Westen.
Administrativ ist Benishangul-Gumuz in die drei Zonen Metekel, Asosa und Kemashi (Kamashi) eingeteilt, die weiter in Woredas wie Dangur unterteilt sind. Dazu kommen gemäß Dokumenten der Zentralen Statistikagentur Äthiopiens von 2007 die Pawe Special Woreda und die Mao Komo Special Woreda, die keiner Zone unterstehen. Eine Karte der äthiopischen Disaster Prevention and Preparedness Agency zeigt hingegen neben den drei Zonen eine Tongo Special Woreda.

## Bevölkerung

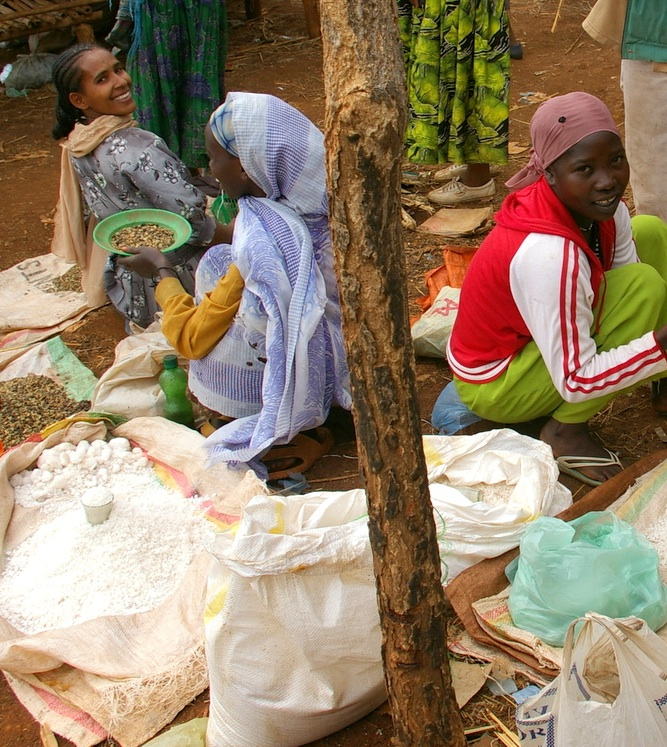
Marktfrauen in Asosa

Die alteingesessene Bevölkerung gehört mehrheitlich zu den Ethnien der Berta und Gumuz, die nilosaharanische Sprachen sprechen und soziokulturell den Volksgruppen im Sudan näher stehen als denjenigen im übrigen Äthiopien. Daneben leben aber auch zahlreiche Oromo und – infolge der Umsiedlungskampagnen des Mengistu-Regimes in den 1980er Jahren – Habescha, vor allem Amharen aus Wollo, in der Region. Es hat des Öfteren Spannungen zwischen diesen Gruppen gegeben.
Gemäß den offiziellen Volkszählungsergebnissen von 2007 waren von 670.847 Einwohnern 25,9 % (173.743) Berta, 21,25 % (142.557) Amharen, 21,11 % (141.645) Gumuz, 13,32 % (89.346) Oromo, 7,59 % (50.918) Shinasha, 4,24 % (28.467) Agau, 1,9 % (12.477) Mao und 0,96 % (6.464) Komo. 45,4 % waren Muslime, 33 % Äthiopisch-Orthodoxe, 13,5 % Protestanten und 7,1 % Anhänger traditioneller Religionen. Die jährliche Bevölkerungswachstumsrate zwischen 1994 und 2007 war mit 3 % die zweithöchste im Land.
13,5 % der Bevölkerung lebten in Städten. Die größte Stadt ist die Hauptstadt Asosa mit über 20.000 Einwohnern, weitere größere Orte sind Manbuk, Dibate, Bulen und Bambasi.
2005 besuchten 48,4 % der Kinder in Benishangul-Gumuz (49,7 % der Jungen, 47,1 % der Mädchen) eine Primarschule. 15,3 % (17,9 % Jungen, 12,6 % Mädchen) gingen an eine Sekundarschule.

### Sprachen
1994 sprachen von 460.469 Einwohnern 24,8 % Berta, 23,12 % Gumuz, 22,75 % Amharisch, 15,86 % Oromo, 4,18 % Shinasha und 3,56 % Agaw. 23,8 % der Bevölkerung sprachen eine Zweitsprache: 10,16 % beherrschten zusätzlich Oromo, 7,38 % Amharisch.
Amharisch ist die Arbeitssprache der Region.

## Geschichte
Wie die Gambella-Region ist Benishangul-Gumuz historisch eng mit den angrenzenden Gebieten des Sudan verbunden, in geringerem Ausmaß auch mit dem äthiopischen Hochland. Diese Regionen dienten seit aksumitischer Zeit als Sklavenjagdreviere, und ihre nilosaharanischsprachigen Bewohner wurden von den Hochland-Äthiopiern abwertend Shanqella (Šanqəlla, auch Shanqila, Shankella) genannt. Neben Sklaven war Gold traditionell ein wichtiges Exportgut von Benishangul.
Über die Geschichte vor dem 19. Jahrhundert ist nur wenig bekannt. Archäologen haben Stätten gefunden, die sie auf Ende des 1. Jahrtausends v. Chr. oder Anfang des 1. Jahrtausends n. Chr. datieren und den Vorläufern der heutigen Komuz-sprachigen Volksgruppen zuordnen. Funde, die sie den Berta zuschreiben, stammen aus dem 17. bis 20. Jahrhundert und liegen hauptsächlich auf Bergen, Hügeln und in felsigen Gebieten, die leicht zu verteidigen sind. Erst ab Mitte des 20. Jahrhunderts siedelten Berta auch im Tiefland, da Sklavenjagden und bewaffnete Konflikte beendet waren.
Das Gebiet lag als „Pufferzone“ oder „Niemandsland“ zwischen dem südlichen Sannar und Damot im Hochland. Der äthiopische Kaiser Sissinios (Susenyos) überfiel 1617/18 das Gebiet, 1685 fiel es an die Funj.
Laut Negasso Gidada begann das Vordringen von Oromo in die Region Mitte des 18. Jahrhunderts.
Im ersten Viertel des 19. Jahrhunderts kamen arabische Händler aus Sannar, das ab 1821 vom osmanischen Ägypten besetzt war. Sie vermischten sich mit Familien aus der Oberschicht der Berta und gewannen so politischen Einfluss. Bis Mitte des Jahrhunderts waren die waṭāwiṭ, die Nachfahren von Arabern und Berta, zur neuen herrschenden Schicht geworden. Sie begannen auch, den Islam bei den Berta zu verbreiten. In Benishangul trafen verschiedene Handelsrouten aufeinander, und lokales Gold und äthiopische Amole wurden gegen Sklaven, Rinder, Pferde, Eisen, Zibet, Moschus, Kaffee, Elfenbein und Honig (die auch aus den Oromo-Gebieten Sibu und Leeqaa kamen) getauscht. Über den Sudan wurden Luxusgüter wie Textilien und Glasperlen eingeführt.
Im weiteren Verlauf des 19. Jahrhunderts war Benishangul vom Mahdi-Aufstand betroffen. Ende des 19. Jahrhunderts annektierte Äthiopien unter Menelik II. die Sultanate Beni Shangul und Gubba (arabisch Qubba). 1898 wurde Asosa politischer und wirtschaftlicher Hauptort. Bis zur italienischen Besetzung Äthiopiens Mitte der 1930er Jahre lieferte das Gebiet in großem Umfang Gold und Sklaven an die Zentralregierung. Sklaven wurden auch in den Sudan über die Grenze geschmuggelt, welche 1902 festgelegt wurde.
Unter dem Regime von Mengistu Haile Mariam, der Äthiopien ab 1974 regierte, wurden ab 1979 und vor allem Mitte der 1980er Jahre rund 250.000 von Dürre und Hunger betroffene Bauern aus dem Hochland – größtenteils Amharen aus der Provinz Wollo – nach Benishangul-Gumuz umgesiedelt.
Der Widerstand gegen das Mengistu-Regime ging hier vor allem von den Berta aus. Daneben kämpfte im äthiopischen Bürgerkrieg Ende der 1980er und Anfang der 1990er Jahre auch die Oromo-Befreiungsfront (OLF) – unterstützt von der Eritreischen Volksbefreiungsfront, die zwischenzeitlich aus Eritrea weit nach Süden vordrang – um das Gebiet. Die OLF versuchte die einheimische Bevölkerung als „schwarze Oromo“ einzubinden, stieß jedoch auf wenig Unterstützung. Die Berta-Rebellen verbündeten sich stattdessen mit der TPLF, die 1991 mit der Koalition EPRDF das Mengistu-Regime stürzte. Als Berta People’s Liberation Movement oder Benishangul People’s Liberation Movement (BPLM) wurden sie – wie die Gambella People’s Liberation Movement der Anuak in Gambella – nicht als Vollmitglied der EPRDF aufgenommen, wurden jedoch zum regionalen Partner der neuen regierenden Koalition.
Nach UNICEF Angaben hat die Region die höchste Sterblichkeitsrate bei Neugeborenen im Land.

## Politik
Die EPRDF, die seit 1991 Äthiopien regiert, reformierte die Verwaltungsgliederung Äthiopiens und führte anstelle der Provinzen ethnisch definierte Regionen oder Bundesstaaten ein (ethnischer Föderalismus). So entstand aus Teilen der Provinzen Wollega und Gojjam die heutige Region Benishangul-Gumuz.
Innerhalb der BPLM, die die Regierung der neuen Region stellte, konkurrierten verschiedene Fraktionen um Ressourcen und Ämter wie auch ideologisch. Eine der drei Fraktionen wurde von der sudanesischen Regierung der Nationalen Islamischen Front (NIF) beeinflusst. Diese versuchte in der teilweise muslimischen Grenzregion Einfluss zu gewinnen und förderte islamistische Tendenzen. Die entsprechende BPLM-Fraktion forderte „nationale Selbstbestimmung“ für Benishangul-Gumuz, was die EPRDF als Streben nach einem Anschluss an den Sudan auffasste. Zusätzlich kam es zu Konflikten zwischen den Berta und anderen Volksgruppen wie den Gumuz, die sich politisch benachteiligt fühlten.
Ab 1995 ging die EPRDF verstärkt gegen den Einfluss der sudanesischen Regierung in Benishangul-Gumuz vor. Sie gestattete hierzu auch der südsudanesischen Rebellenarmee SPLA, Basen in der Region zu errichten. 1996 organisierte sie eine „Konferenz für Frieden und Demokratie“ und gründete die Benishangul Gumuz People’s Democratic Unity Front (BGPDUF) als neue verbündete Partei.
Bei den Parlamentswahlen in Äthiopien 2005 gingen von den neun Sitzen der Region acht an die BGPDUF und einer an die oppositionelle CUD/Qinijit. Das ebenfalls 2005 gewählte Regionalparlament (Regional State Council) setzt sich wie folgt zusammen:
| Partei oder Bündnis                              | Sitze (99) | Anteil |
| ------------------------------------------------ | ---------- | ------ |
| BGPDUF                                           | 85         | 85,9 % |
| Koalition Qinijit                                | 11         | 11,1 % |
| Ethiopian Berta People’s Democratic Organization | 1          | 1 %    |
| Unabhängige                                      | 2          | 2 %    |